# Danish Open i Stand-Up
Danish Open i Stand-Up er det største talentshow uden for København for stand-up komikere[kilde mangler]. Det arrangeres hvert år af Studenterhus Aarhus og finder sted i Pakhuset. 

## Vindere
- 2007 Simon Talbot
- 2008 Ruben Søltoft
- 2009 Kasper Gross
- 2010 Jakob Svendsen
- 2011 Daniel Lill
- 2012 Mark Le Fevre

## Eksterne link
- Studenterhus Aarhus